# Pedernales (Ecuador)
Pedernales è una cittadina dell'Ecuador che si trova nella Provincia di Manabí ed è il capoluogo dell'omonimo cantone.
Si trova sulla costa nella parte nord della provincia di Manabí, attraversa quasi esattamente la linea equatoriale e  nonostante il profilo accidentato gode di ampie spiagge e acque limpide, ricche di vegetazione e un tipo di palma unica nel suo genere

## Storia
A Pedernales vivevano le culture aborigene dei Jama- Coaque, la stessa incontrata e saccheggiata sulle sponde del fiume che porta lo stesso nome dagli spagnoli.
La cittadina viene ricordata poi per il passaggio nel 1736 della missione geodetica francese condotta da Charles Marie de La Condamine.
Nel 1868, durante la prima divisione geopolitica dell'Ecuador, Pedernales va a far parte del cantone di Rocafuerte, e dopo 10 anni, dopo un'altra divisione, divenne parrocchia del cantone Sucre.
Un primo passo per la cantonizzazione la cittadina lo fece nel 1978, senza esito, mentre divenne definitivamente cantone nel 1992.
La sera del 15 aprile del 2016 la cittadina viene devastata da un violento terremoto di magnitudo 7,8, il cui epicentro era localizzato a pochi chilometri da Pedernales.

## Risorse
Da villaggio di pescatori, negli ultimi anni, Pedernales è divenuto un luogo turistico piuttosto frequentato, con potenzialità non ancora pienamente sfruttate.
Grazie anche alla costruzione di nuove vie (come la El Carmen-Pedernales), è ora meta di molti quitegni, considerato anche che la distanza (6-7 ore di bus) della capitale ecuadoriana è inferiore a quella di località balneari storicamente più note del centro-nord dell'Ecuador, come Atacames.
La pesca rimane attività importante nella cittadina, e influisce la gastronomia, con piatti tipici ricchi di frutti di mare.
Oltre a pesca e turismo, altre risorse importanti sono l'agricoltura, incentrata su caffè, cacao e maracuyà, e l'allevamento del bestiame.